# Boulzane
Pour les articles homonymes, voir Boulzane (homonymie).
La Boulzane est une rivière du sud de la France dans les deux départements de l'Aude et des Pyrénées-Orientales dans la région Occitanie et un affluent droit du fleuve l'Agly.

## Géographie
De 33,9 km de longueur, elle prend sa source dans l'Aude, à une altitude de 1 610 m, sur le flanc du Dourmidou (commune de Montfort-sur-Boulzane) et se jette dans l'Agly en rive droite à Saint-Paul-de-Fenouillet.

### Départements et principales villes traversés
- Aude : Lapradelle-Puilaurens, Gincla, Salvezines, Montfort-sur-Boulzane
- Pyrénées-Orientales : Caudiès-de-Fenouillèdes, Saint-Paul-de-Fenouillet

### Toponyme
Forme ancienne du nom : Bolsana (962), Voulzane, Voulsano (XVIIe siècle). En occitan : Bolsana.
La Boulzane a donné son hydronyme à la commune de Montfort-sur-Boulzane.

## Principaux affluents
Le Babils, le Ginnesta et plusieurs autres ruisseaux alimentés par le Dourmidou et la forêt de la Salvanère.

## Hydrographie
Ce petit torrent qui s'appelle la Boulzane, aux eaux claires et pures, est alimenté par la forêt de la Salvanère ; on l'aperçoit pour la première fois au-dessus de Monfort-sur-Boulzane et jusqu'à Caudiès-de-Fenouillèdes.
Ce torrent de moyenne montagne peut avoir des crues assez fortes au printemps, notamment en mars-avril vers l'ouverture de la pêche à la truite.
Deux stations ont été installées sur son cours :
- la Boulzane à Saint-Paul-de-Fenouillet (Lapradelle) de 2005 à 2013[2]

- la Boulzane à Saint-Paul-de-Fenouillet, de 1967 à 1991 soit 24 ans[3]